# Bmi
British Midland Airways Limited, стилізована абревіатура — bmi (торгова марка, раніше скорочена назва було British Midland) — скасована британська авіакомпанія зі штаб-квартирою в Донінгтон Хол (Касл Донінгтон, Англія, Велика Британія), поруч з аеропортом Східний Мідландс. Авіакомпанія здійснювала перевезення країни Європи, Північної Америки, Карибський басейн, на Близький Схід, в Африку і Центральну Азію. Основними хабами авіакомпанії були аеропорти Манчестер і Хітроу.
У січні 2007 року BMI придбала авіакомпанію British Mediterranean Airways, що дозволило збільшити кількість середньомагістральних призначень.
British Midland Airways Limited працювала під ліцензією типу A, яка дозволяє вантажо - і пасажироперевезення на літаках з 20 і більше місцями.
29 жовтня 2008 року Lufthansa оголосила про придбання у Майкла Бішопа контрольний пакет (50 % + 1 акція) bmi за 318 млн євро, в результаті чого її загальна частка зросла до 80 %, угода закрилася на початку 2009 року (другим акціонером залишилася Scandinavian Airlines).
20 квітня 2012 року авіахолдинг International Airlines Group (IAG) повністю викупив bmi і її дочірні компанії.
27 жовтня 2012 року авіакомпанія повністю припинила операційну діяльність.

## Історія
Датою створення компанії вважають 16 лютого 1949 року, коли була створена Derby Aviation Limited. Derby Aviation була підрозділом Air Schools Limited яка була створена в 1938 році для навчання пілотів Королівських ВПС. У 1949 компанія, в яку увійшли Derby Aviation, що базувалася в Бурнастоні (недалеко від Дербі) і Wolverhampton Aviation, що базувалася в Пендефорді (недалеко від Вулвергемптона) здійснювала чартерні рейси і вантажні рейси на літаках De Havilland Dragon Rapide, а також техобслуговування літаків і надавала брокерські послуги.
Навчання польотам було припинено у 1953 році, в цей же час почалися регулярні рейси з Дербі і Вулвергемптона в Джерсі. Після придбання першого Douglas DC-3 в 1955 році Wolverhampton Aviation поступово припинила діяльність і єдиною базою залишився аеропорт Бурнастон. Міжнародні рейси почали здійснюватися у 1956 в Остенде, а також рейси вихідного дня до материкової Європи. Компанія також отримала контракт від Rolls-Royce на доставку двигунів покупцям по всьому світу. У 1959 році компанія змінила назву на Derby Airways. Місцеві регулярні рейси з Великої Британії були відкриті в кінці десятиліття.

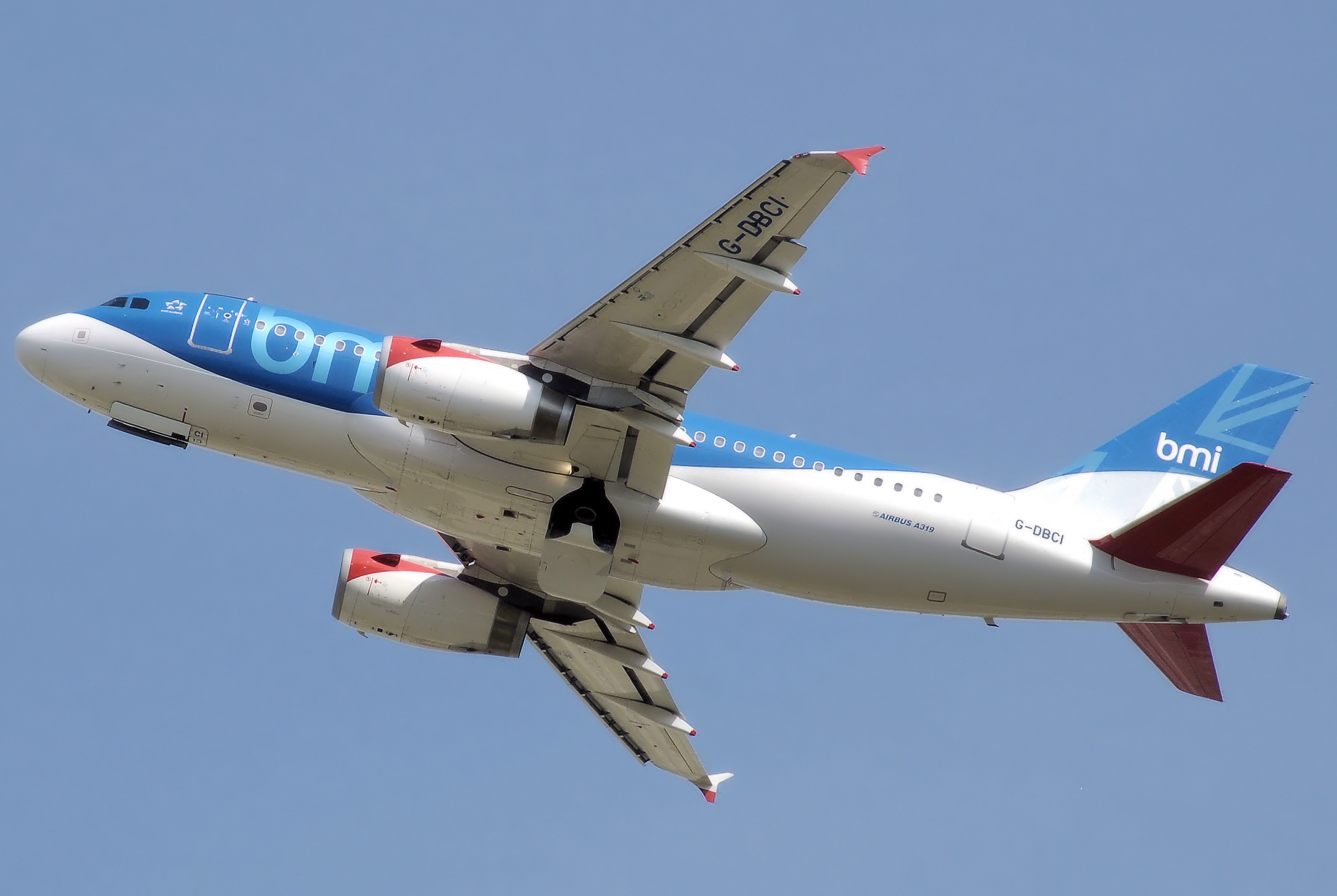
Airbus A319-100 на зльоті

### BMA
1 жовтня 1964 року, після придбання компанії базувалася в аеропорту Манчестера Mercury Airlines, компанія змінила назву на British Midland Airways (BMA) і перевела всі рейси з Бурнастона в тільки що відкрився аеропорт Східний Мідландс. В цей же час корпоративними кольорами авіакомпанії стали блакитний і білий, у них були пофарбовані перші турбогвинтові літаки компанії, Handley Page Herald.
Лондонська інвестиційна та фінансова група Minster Assets придбала авіакомпанію в 1968 році, а в 1969 висунула колишнього менеджера наземних служб Mercury Майкла Бішопа на посаду Генерального менеджера. З цього часу Бішоп доклав чималих зусиль щодо збільшення мережі місцевих і європейських маршрутів, а в 1970 році BMA ввела в експлуатацію свій перший реактивний літак BAC 1-11, а потім, в 1971 році — Boeing 707. У 1972 році, коли Бішоп став Керуючим директором, він ухвалив рішення відкликати BAC 1-11 з експлуатації та передати 707-е в оренду іншим авіакомпаніям, а BMA придбала турбогвинтові Vickers Viscount, які перебували в експлуатації з 1967 до середини 1980-х. Незважаючи на зростання флоту Boeing 707, вони не використовувалися BMA на регулярних рейсах, а також на чартерних рейсах до 1981, весь флот цих літаків було передано в оренду. Douglas DC-9 поступово зайняв місце основного літака на внутрішніх і європейських рейсах, починаючи з 1976 року.

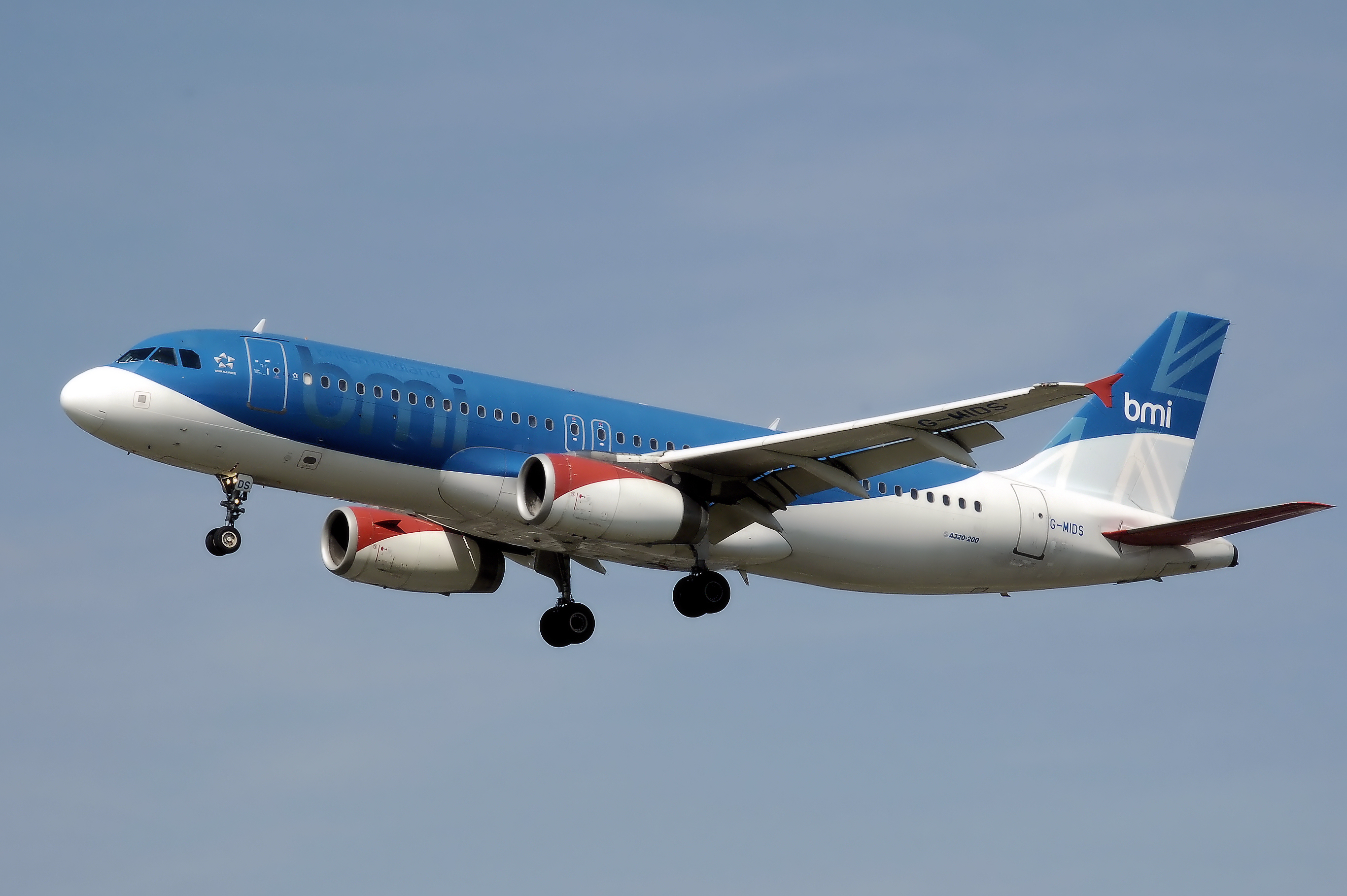
Airbus A320-200 приземляється

У цьому ж році British Midland і British Airways підписали угоду про обмін маршрутами, внаслідок чого British Midland Airways передала свої континентальні маршрути з Бірмінгема в Брюссель і Франкфурт; а BA передала свої маршрути з Ліверпуля в Хітроу, Белфаст, Дублін, Джерсі, острів Мен і в Глазго. У 1979 році пасажирообіг досяг вперше 1 млн.
У 1981 році правила, що регламентують польоти між Хітроу, Глазго і Единбургом були скасовані CAA. Після введення цих рейсів BMA і BA стали прямими конкурентами.
BMA спільно з British & Commonwealth Shipping в 1982 році створила Manx Airlines, а в наступному році BMA придбала 75% базується в Глазго авіакомпанії Loganair. 24 грудня 1982 року British Midland Airways отримала Douglas DC-9-15 (PH-DNB c/n 45719) від KLM. Літак здійснив перший політ 16 грудня 1965 року, а BMA зареєструвала літак у Великій Британії 1 лютого 1983 року під номером G-BMAG і ім'ям «Алмаз з Нассака». BMA використовувала цей літак до 22 березня 1995 року і потім передала в оренду Intercontinental of Columbia, а пізніше продала його мексиканської авіакомпанії TEASA у 2002/2003 фінансовому році.
У березні 1987 року була створена холдингова компанія Airlines of Britain Holdings (ABH), яка стала управляючою для British Midland і British Midland Aviation Services. ABH стала British Midland в 1997 році в результаті реструктуризації.
Нові корпоративні кольори були введені у 1985 році. Літак був перефарбований в темно-блакитний, низ фюзеляжу став сірим, а напис — червоною. В той же час назва авіакомпанії скоротилося до British Midland, новий логотип мав вигляд стилізованих літер BM з діамантом на хвості літака. Було запущено програму лояльності пасажирів Diamond Club. у зв'язку з чим в аеропортах відкривалися спеціальні зали. Компанія пішла з чартерного ринку і позбулася Boeing 707.
У 1992 році British Midland стала першою авіакомпанією Великої Британії, запропонувала пасажирам вегетаріанське меню на внутрішніх рейсах, а також однією з перших європейських авіакомпаній, запропонували таке меню. До кінця 1990-х British Midland початку оновлення флоту на літаки виробництва Airbus і Embraer.

### BMI

Логотип авіакомпанії з 2001 року

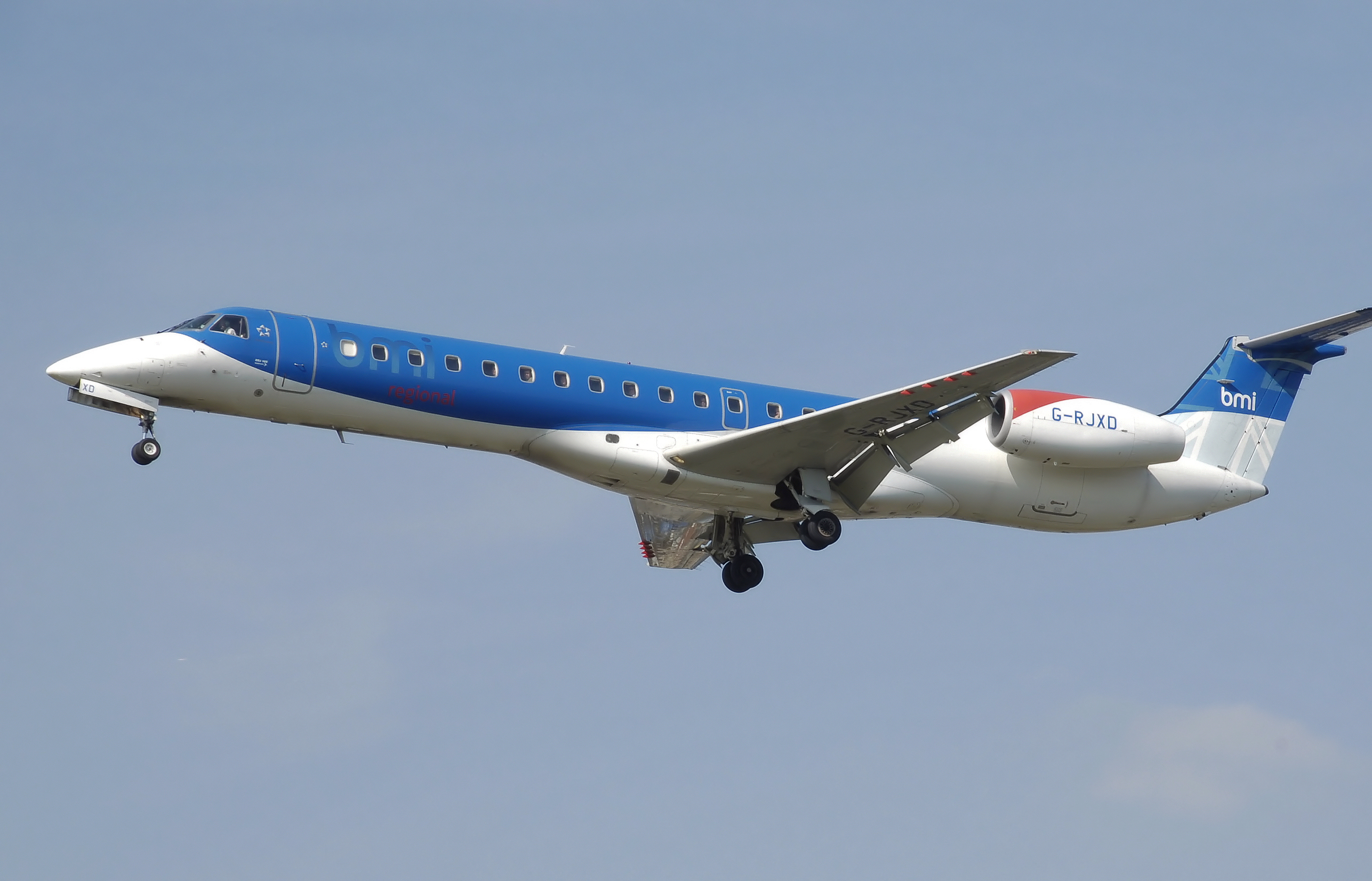
Embraer ERJ 145 здійснює посадку

У 1999 році Scandinavian Airlines (SAS), акціонер British Midland з 1987 року, продала частину свого пакета Lufthansa, що було умовою British Midland в Star Alliance. BMI вступила до альянсу у 2000 році, у 2001 році розпочався ребрендинг. Новою назвою стало BMI British midland (тим не менш, абревіатура BMI не має офіційної розшифровки, хоча зазвичай її розшифровують як 'British Midland International' або 'British MIdland'). Новим корпоративним кольором став яскраво-блакитний, який замінив сірий і білий, і британський прапор на хвості літака з написом «bmi». У 2003 році слова «British Midland» були видалені з назви, залишилася тільки абревіатура BMI, незважаючи на те, що офіційною назвою компанії є British Midland Airways Limited. Введення нового корпоративного стилю співпало з відкриттям трансатлантичних рейсів в 2001 в Вашингтон і Чикаго з Манчестера на широкофюзеляжному Airbus A330. Незабаром був відкритий рейси з Манчестера в Лас Вегас.
BMI виконувала рейс в Мумбаї з Хітроу з травня 2005 року по жовтень 2006, після того як Індія і Велика Британія підписали угоду про використання повітряного простору. Потім був відкритий рейс в Рийяд з 1 Вересня 2005 року, після того як British Airways закрила свої рейси в Саудівську Аравію.
У 2002 році BMI Group перевезла 7,95 млн пасажирів. У 2005 цей показник збільшився до 10,1 млн, це третій результат серед британських авіакомпаній. На початку 2006 року Асоціація європейських авіакомпаній оголосила про падіння пасажирообороту, як великих авіакомпаній, таких як BMI, так і регіональних авіакомпаній (включаючи Bmibaby). Незалежно від цього звіту BMI group оголосила про прибуток до сплати податків у сумі 10 млн фт. ст. в році, що закінчується 31 грудня 2005 року.
29 жовтня 2006 року BMI запустила регулярний рейс в Москву при співпраці з Трансаеро на A320 (G-MIDO).
BMI оголосила 5 листопада 2008 року про припинення в 2009 році далекомагістральних рейсів з Манчестера. Два Airbus A330 будуть переведені в Хітроу.
У травні 2012 року авіакомпанія злилася з British Airways, польоти замість BMI виконують easyJet або British Airways

### Підрозділ
У 2002 році BMI заснувало лоу-кост підрозділ Bmibaby, яке отримало Boeing 737, які вивільнилися в результаті програми заміни флоту BMI на літаки Airbus. Bmibaby на сьогоднішній день здійснює рейси між головними і другорядними європейськими аеропортами, але не виконує рейсів з аеропорту Хітроу.
У січні 2007 року BMI придбала авіакомпанію British Mediterranean Airways, (BMED), франчайзингового партнера British Airways, що дало вихід на ринки Африки, Середнього Сходу та Центральної Азії. Частиною угоди щодо придбання BMED стало отримання BMI слотів в Хітроу від British Airways за 30 млн фт. ст.

## Флот
Флот BMI станом на січень 2011 року:
:
*Преміум Економ є тільки на A330-200 на деяких маршрутах

У Бізнес-класі A330-200 є також ліжка. Станом на січень 2011 року середній вік флоту становив 7.1 років

## Інциденти та авіакатастрофи
- Canadair C-4 Argonaut авіакомпанії British Midland Airways (реєстр. номер G-ALHG), що виконував чартер вихідного дня, розбився біля центру Стокпорту, Великий Манчестер, Велика Британія 4 червня 1967 року. 72 з 84 осіб на борту загинули в авіакатастрофі; 12 отримали серйозні травми.
- 8 січня 1989 року Boeing 737-400 (G-OBME) розбився недалеко від шосе M1, поруч з ЗПС аеропорту Східний Мідландс. 47 з 118 пасажирів загинули.
- Британська авіакомпанія BMI принесла вибачення за те, що на електронних картах в салонах літаків, які виконують рейси в Тель-Авів, немає держави Ізраїль (раніше інша авіакомпанія, яка увійшла до складу BMI у 2007 році, використовувала літаки на рейсах в арабські країни, карти не встигли замінити)[14].

## Галерея

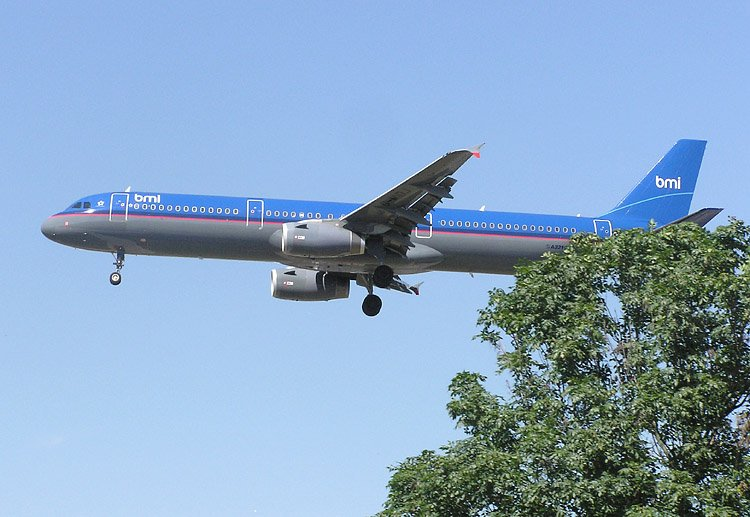
Airbus A321
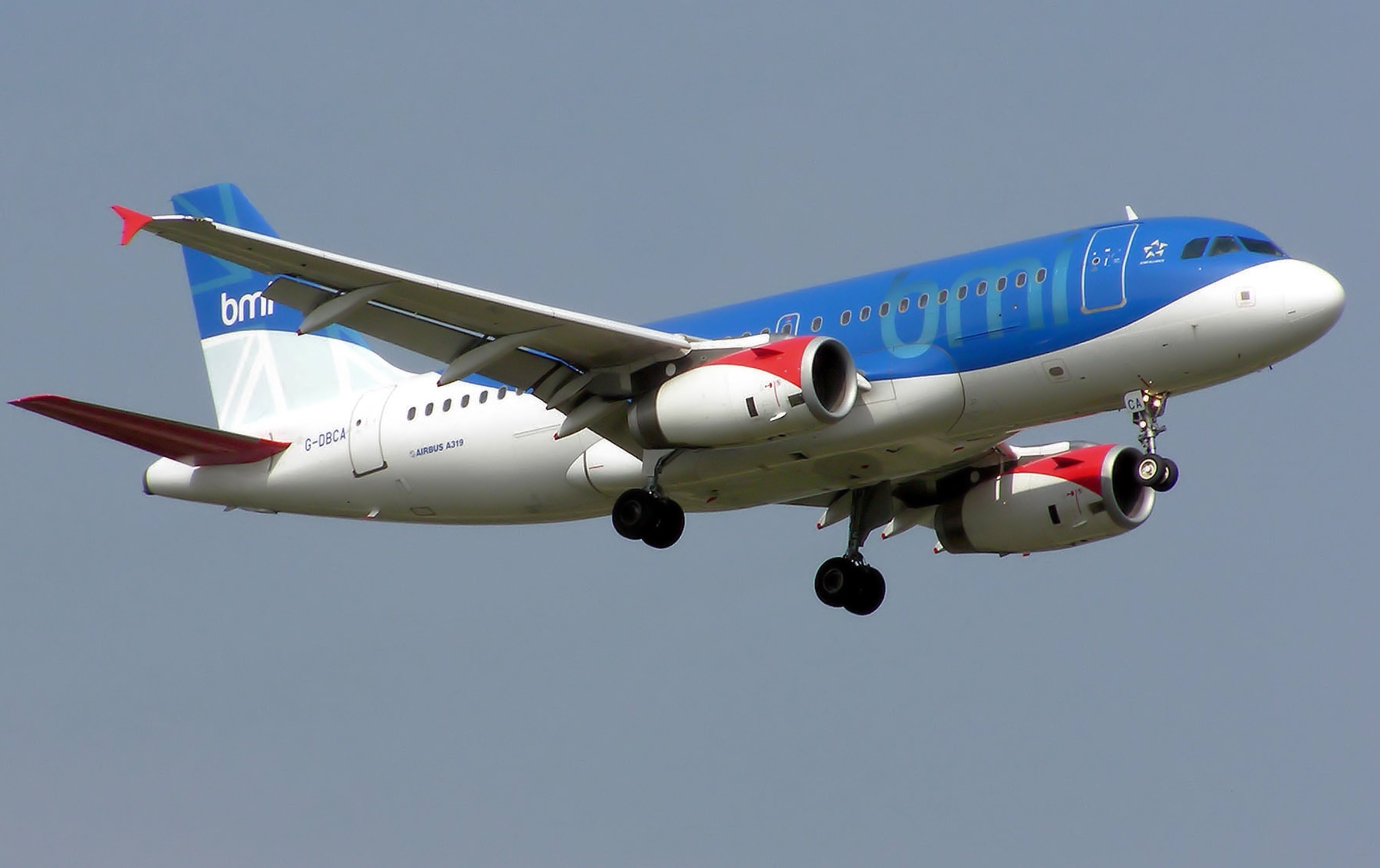
Airbus A319-100
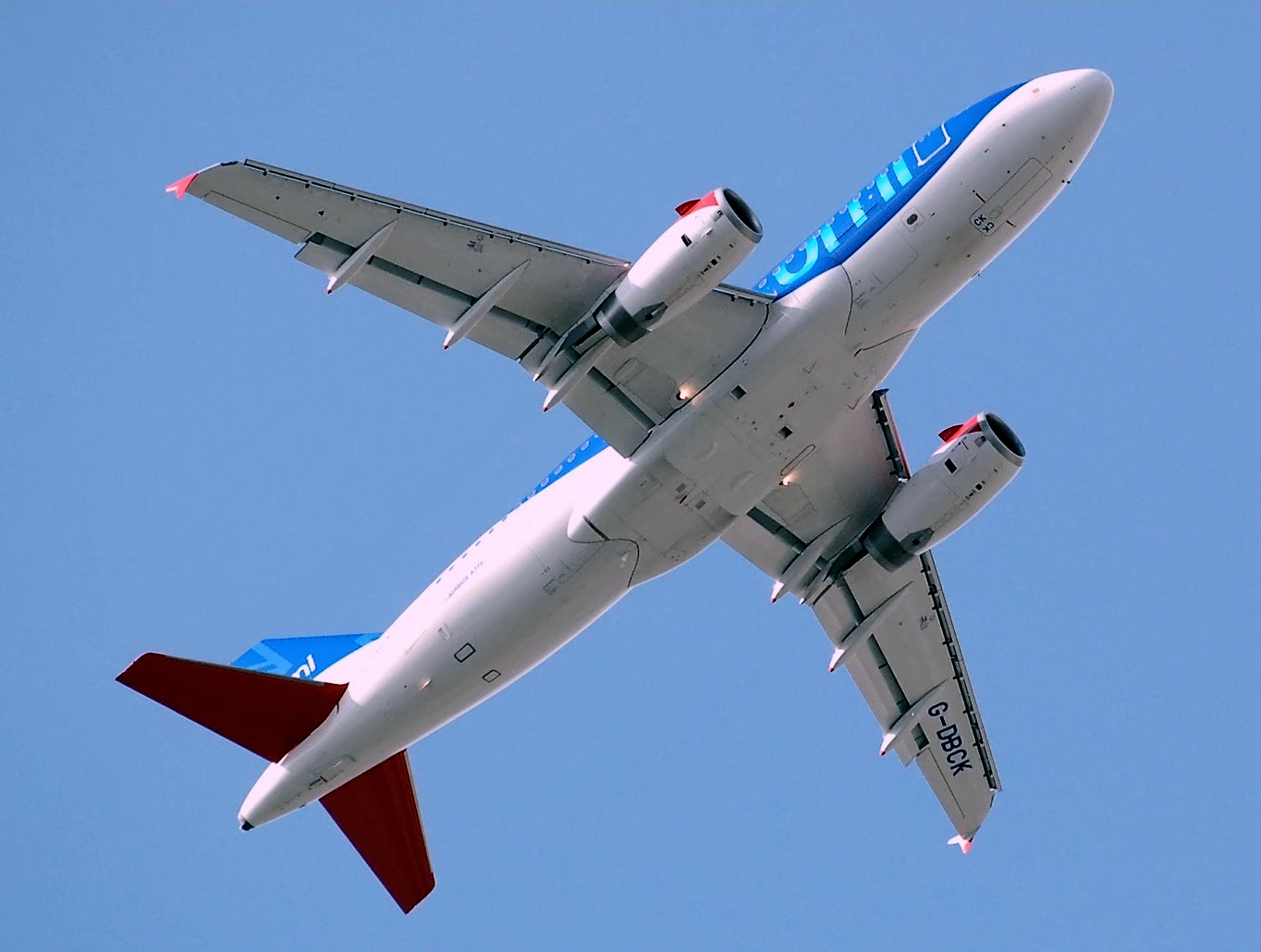
Airbus A319-100
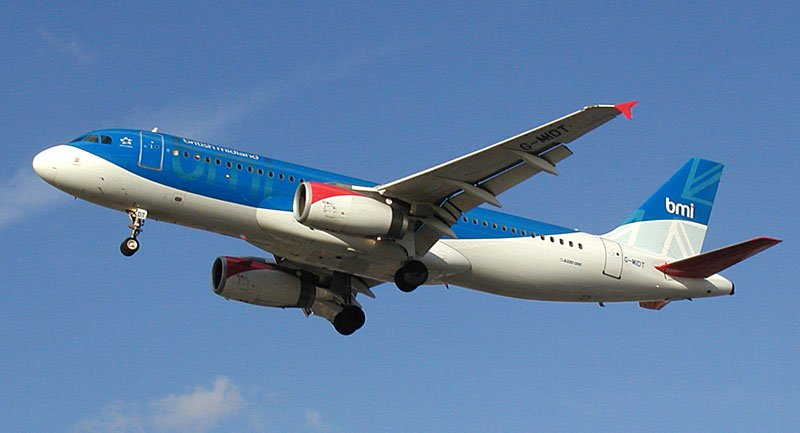
Airbus A320
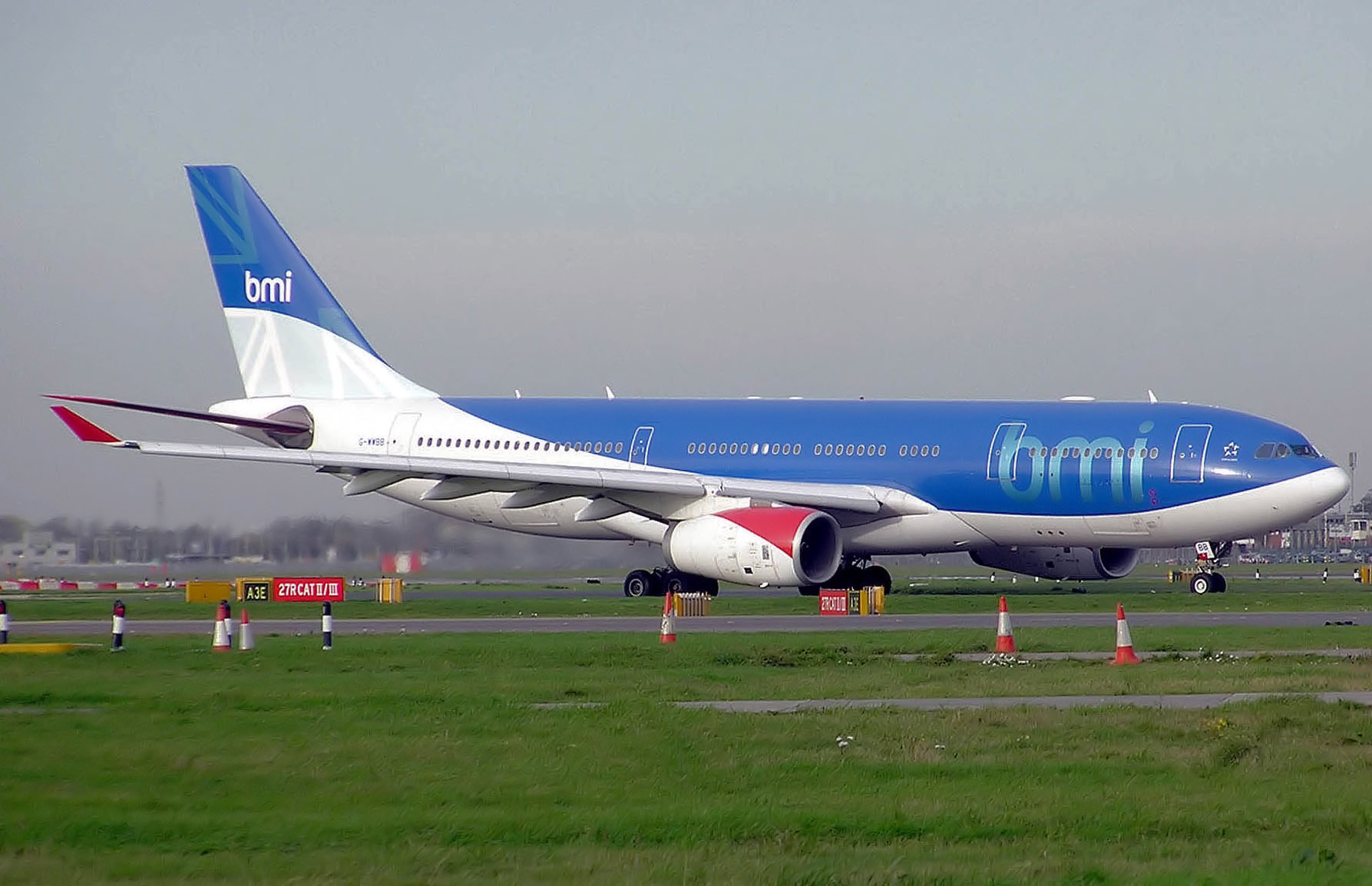
Airbus A330-200
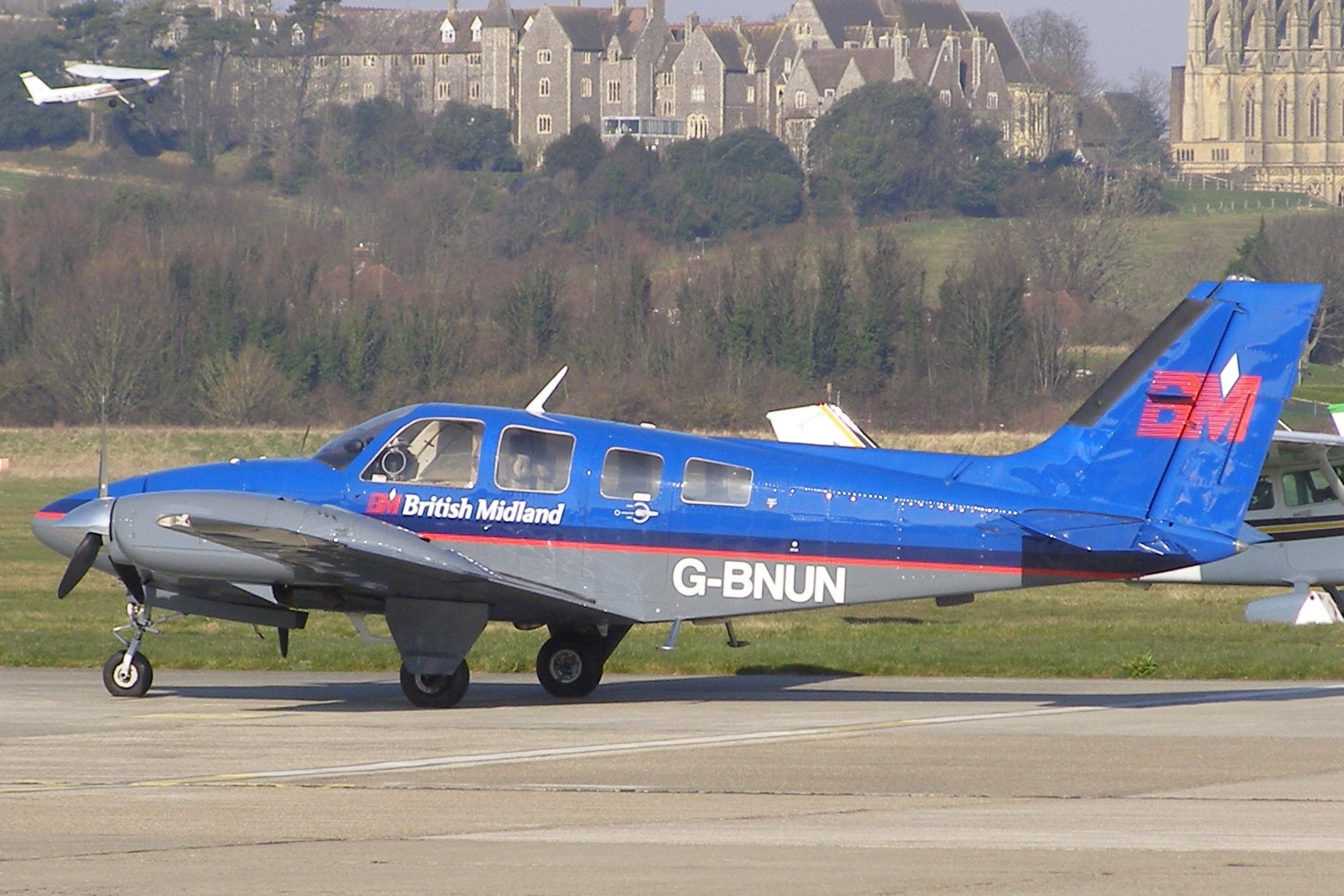
Beech Baron